# Cassida sareptana
Cassida sareptana is een keversoort uit de familie bladkevers (Chrysomelidae). De wetenschappelijke naam van de soort werd in 1873 gepubliceerd door Ernst Gustav Kraatz.